# Qassàrides
La casa de prínceps Qassàrides, són els descents de Qassar, germà de Genguis Kan.
Va obtenir territoris a l'orient i després a la Xina al Shandong i Jiangxi. Després de Qassar el llinatge va seguir amb els seus fills Yegu i Yesunge. Després va continuar amb el fill de Yesunge, Esen Emugen, i el fill d'aquest Shigdur, que es va unir a la revolta contra Kubilai Khan dirigida per un rebesnet de Temudjé Otchigin, de nom Nayan, la família va subsistir. El següent cap fou Babsuha que va rebre el títol de Qi Wang (齊王) de Khayishan Külüg Khan (1307). Van conservar el títol de prínceps fins i tot després de l'enderrocament de la dinastia mongola a la Xina.